# Mauser Waldeck
Die Mauser Waldeck AG (auch Mauser-Werke) und ihre Vorläufer wie die Mauser-Werke GmbH bestanden von 1896 bis 2002 und waren deutsche Hersteller von Stahlblechwaren, Zaunelementen, Fässern und Möbeln. Zu den hauptsächlichen Standorten gehörten Oberndorf am Neckar, Köln, Waldeck und Korbach.

## Geschichte

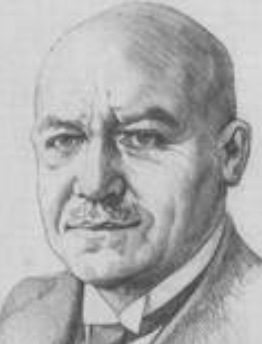
Firmengründer Alfons Mauser
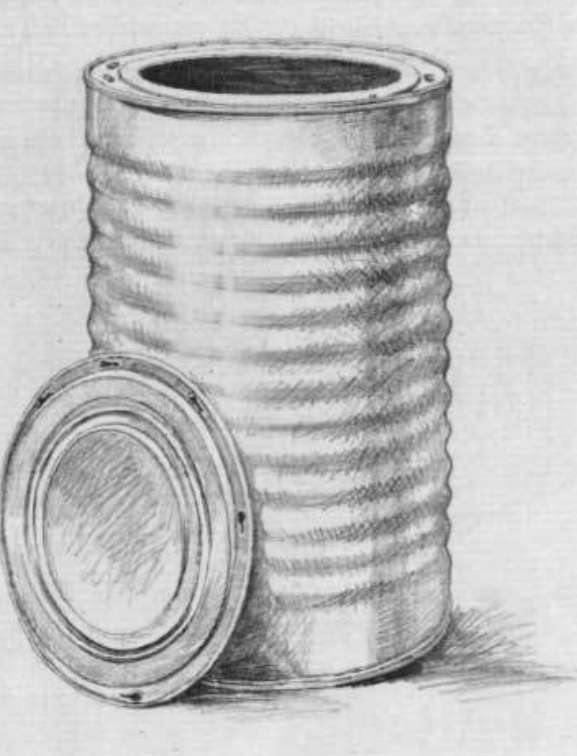
Mauser Patent-Fass
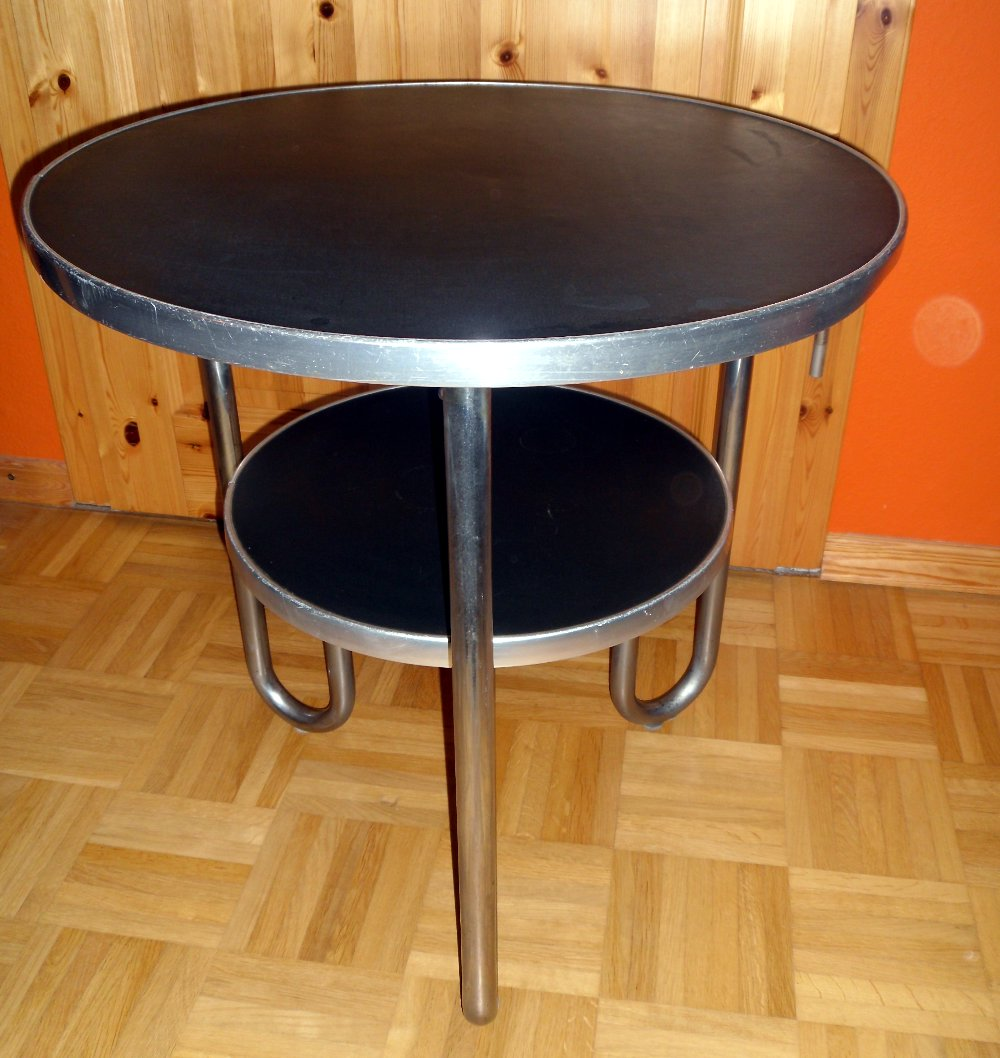
Schlaufentisch im Bauhaus-Stil, 1930er Jahre
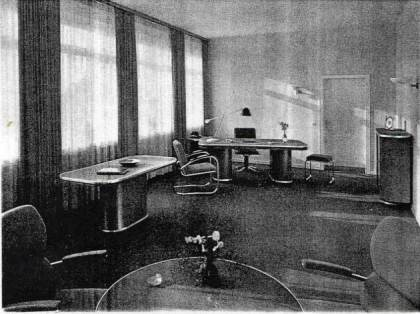
Direktionszimmer mit Mauser-Rundformmöbel, um 1950

Alfons Mauser gründete im Alter von 24 Jahren 1896 in Oberndorf am Neckar eine Fabrik für Stahlblechwaren, Stahlgitter, Gartentore und Zaunelemente, die er unter dem Namen Zaunkönig vertrieb. 1898 verlagerte Mauser den Firmensitz seines Unternehmens mit Hilfe seines Schwiegervaters nach Köln-Ehrenfeld. Neben den Zaunkönig-Produkten fertigte er dort ab 1900 nun auch Körbe aus Stahlband, die für den Transport von dickbäuchigen Glasballons benötigt wurden, in denen flüssige chemische Vorprodukte wie Säuren transportiert wurden. 1903 entwickelte Mauser zudem luftdicht verriegelbare Stahlfässer aus Eisenblech für die chemische Industrie und die Erdölindustrie, die unter dem Namen Mauser-Patent-Fässer Bekanntheit erlangten.
1921 erwarb Mauser eine ehemalige Karbidfabrik im hessischen Waldeck, die er mit Produktionsstraßen für  Stahlfässer umgestaltete. Das Unternehmen florierte und wurde zu einem der größten Arbeitgeber der Region. Bald wurden hier auch Gasflaschen, Behälter, Tanks und eine Vielzahl von Produkten für die Landwirtschaft gefertigt. 1922 verlegte Mauser den Firmensitz von Köln-Ehrenfeld nach Brühl im Rheinland und firmierte das Unternehmen zur Mauser-Werke GmbH um. Alfons Mauser starb 1927 im Alter von 55 Jahren. Seine fünf Söhne führten die Geschäfte des Unternehmens in Form einer Familien-Holding fort. Nach Mausers Tod entstand die Alfons und Maria Mauserstiftung, die sich für soziale Belange der Mitarbeiter und ihrer Angehörigen engagierte.
Die Generation der Söhne diversifizierte die Produktpalette des Unternehmens. 1929 begann im Werk Waldeck die Produktion von Stahlmöbeln, zusätzlich wurde die Fassproduktion ausgeweitet. In Harburg, Neuwied und Herdecke entstanden große Fertigungsstätten, zudem stellten Tochtergesellschaften in Brasilien (Rio de Janeiro und Sao Paulo), in Portugal (Sapem/Lissabon) sowie in den Niederlanden (Werk Vreeland)  Mauser-Patent-Fässer her. Ab 1930 fertigen die Mauser-Werke Freischwinger-Stahlrohrstühle nach eigenen Entwürfen an, die jedoch ihre gestalterische Nähe zu Entwürfen des Bauhauses nicht verleugnen konnten. Es folgten langwierige Rechtsstreitigkeiten mit verschiedenen Patentinhabern wie Mies van der Rohe (1936) sowie nach dem Zweiten Weltkrieg mit dem im Designsegment konkurrierenden Möbelhersteller Thonet (bis 1961).
Im Zuge der Verlagerung kriegswichtiger Rüstungsbetriebe zogen 1944 die Henschel Flugmotorenwerke in die Produktionshallen von Waldeck ein, wofür die Fassproduktion eingestellt werden musste. Nach dem Krieg nutzten die Mauser-Werke die wegen der Umstellung auf Kriegsproduktion zuvor eingelagerten Tonnen- und Fassproduktionsstraßen zur Produktion hochwertiger Möbel und Büroausstattungen. Das Mauser-Rundform-Programm bot Schreibtische, Konferenztische, Clubtische und Aktenschränke an. Im Werk Waldeck wurden Stahlrohr-Sitzelemente wie Einzelstühle und mehrsitzige Clubbänke hergestellt. Anfang der 1950er Jahre kamen die Sitzmöbel Mauser-Libelle (Formgestaltung Walter Papst) sowie der Mauser-Schmetterling auf den Markt, die Designikonen der Nachkriegszeit wurden. Die seit 1929 von Mauser produzierten Möbel im Stil des Mid-century modern sind heute gesuchte Design-Klassiker. 1953 erbaute die Firma ein eigenes Büromöbelwerk in Korbach. Noch 1997 galt Mauser als mengenmäßig führender Büromöbel-Hersteller in Deutschland.
1979 wandelte sich die Mauser-Werke GmbH im Zuge einer Kapitalerhöhung in die Mauser-Waldeck Aktiengesellschaft. Die Unternehmerfamilie Mauser trennte sich von ihren Aktienanteilen, was für das Unternehmen wechselnde Mehrheitsverhältnisse unter den Eigentümern und abweichende Produkt- und Unternehmensstrategien zur Folge hatte. Beteiligt waren unter anderem die Rothenberger Gruppe (1988–1992), Rheinmetall (1992–2000) und Ahrend NV (2000–2002).
Die Produktpalette der Mauser Waldeck AG wurde mit den Jahren kleiner, da Linien teilweise eingestellt oder in neue Eigentümergesellschaften integriert wurden. Der Unternehmensbereich Transportlösungen wurde in Brühl als Mauser-Group weitergeführt. Das Unternehmen in Waldeck, das unter anderem die Mauser-Möbel produzierte, geriet 2002 in die Insolvenz und wurde liquidiert. Der Standort war bereits im Jahr 2000 geschlossen worden. Der Markenname Mauser - Möbel und Sitzkultur wird im Zuge eines Management-Buy-outs verkauft. Die Sitzmöbelsparte wurde 2003 von der heutigen Mauser SitzKultur GmbH & Co KG in Twistetal-Berndorf übernommen, die weiteren Teile der Mauser Office GmbH gingen 2004 in das Eigentum der Vauth-Sagel Gruppe aus Brakel-Erkelen über, die sich heute Mauser Einrichtungssysteme GmbH & Co. KG nennt und ihren Sitz in Korbach und Beverungen hat.